# Château de Regnière-Écluse
Le château de Regnière-Écluse est un bâtiment constituant avec un grand parc, une réserve de chasse et une ferme-modèle, ancien domaine du comte d'Hinnisdal. L'ensemble est situé en Picardie maritime, au nord-ouest du département de la Somme, sur le territoire des communes de Regnière-Écluse, Vron et Machy.

## Histoire
Depuis son acquisition vers 1030, la même famille est demeurée propriétaire de l'ensemble d'origine, pendant près d'un millénaire.
L'année 1553 est gravée sur la cheminée en pierre de la bibliothèque.
Succédant aux Tyrel et aux Soissons-Moreuil, les Soyécourt, à partir de 1424, héritèrent de l'ensemble.
Au XIXe siècle, Herman, comte d'Hinnisdal, propriétaire, aménagea le parc et le château dans leur forme actuelle. La réalisation de cet ensemble néogothique fut confiée à l'architecte Jean Herbault. Une ferme-modèle (sur le territoire des communes de Regnière-Écluse et Machy), un jardin à l'anglaise, furent créés, ainsi que deux parcs à gibier sur le territoire des communes de Regnière-Écluse et Vron ; ces derniers constituèrent une création rare pour le XIXe siècle.
L'armée anglaise occupa les lieux pendant la Première Guerre mondiale. Pendant la Seconde Guerre mondiale, les bâtiments furent réquisitionnés par les Allemands qui en firent un hôpital.
Le domaine fut ensuite délaissé et servit de lieu d'accueil pour des colonies de vacances.
En 1961, le comte Raymond de Nicolaÿ, descendant des anciens propriétaires restaure l'ensemble.
Les façades et toitures, ainsi que le parc paysager sont protégés au titre des monuments historiques : inscription  par arrêté du 29 juillet 1976 et la ferme-modèle par arrêté du 27 avril 2005.
L'ensemble du domaine est protégé au titre des monuments historiques : classement par arrêté du 20 juin 2006. Cette protection concerne le château, la maison du gardien, le parterre devant le château et le parc paysager, les massifs forestiers de la Grande Vente, de la Chelle, de Vron, du Périot, du Franc Picard, des Queneaux et de Soyécourt, les parcelles agricoles de la Grande Pièce, du Grand Pâtis et de la Verrerie, .
Le domaine est transmis en 2008 au Conservatoire du littoral. La famille du comte Raymond de Nicolaÿ continue d'habiter l'édifice en conservant un droit prioritaire d’usage,. La gestion et l'entretien sont assurés par l'association pour la sauvegarde et la valorisation du domaine millénaire de Regnière-Écluse.

## Description
La partie la plus ancienne semble dater du troisième quart du XVIe siècle. Au XIXe siècle, pendant près de vingt ans, Aimé et Louis Duthoit, ornementistes amiénois, sculptèrent l'ensemble.
Le château dispose d'une quinzaine de chambres, de plusieurs salons et d'une chapelle privée.
Le grand escalier, sculpté à Amiens par les frères Duthoit, est daté de 1850. Il a été acheminé sur le site, en partie par voie de chemin de fer, originalité à l'époque.

### Côté nord

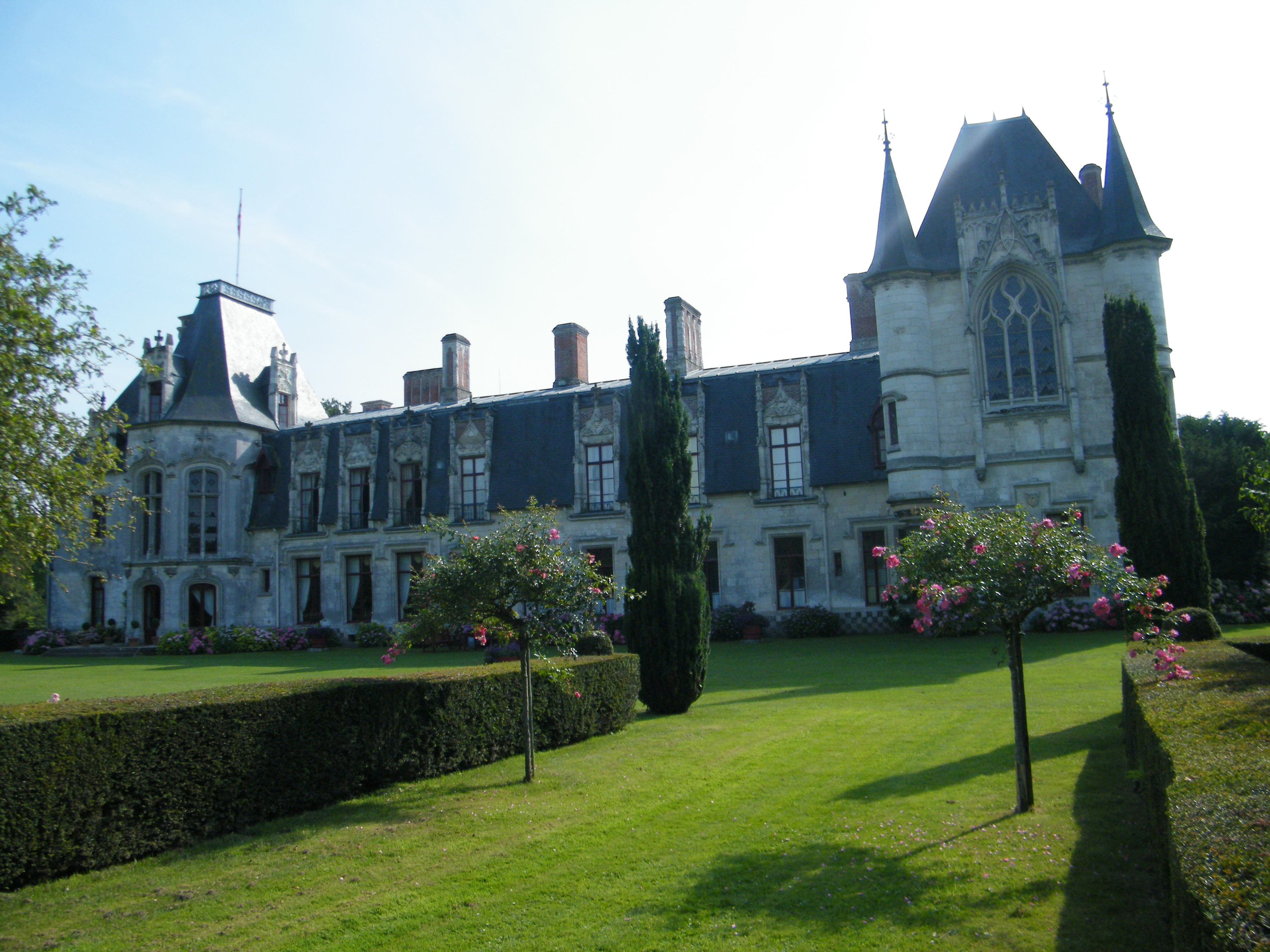
Le château de Regnière-Ecluse, façade nord.
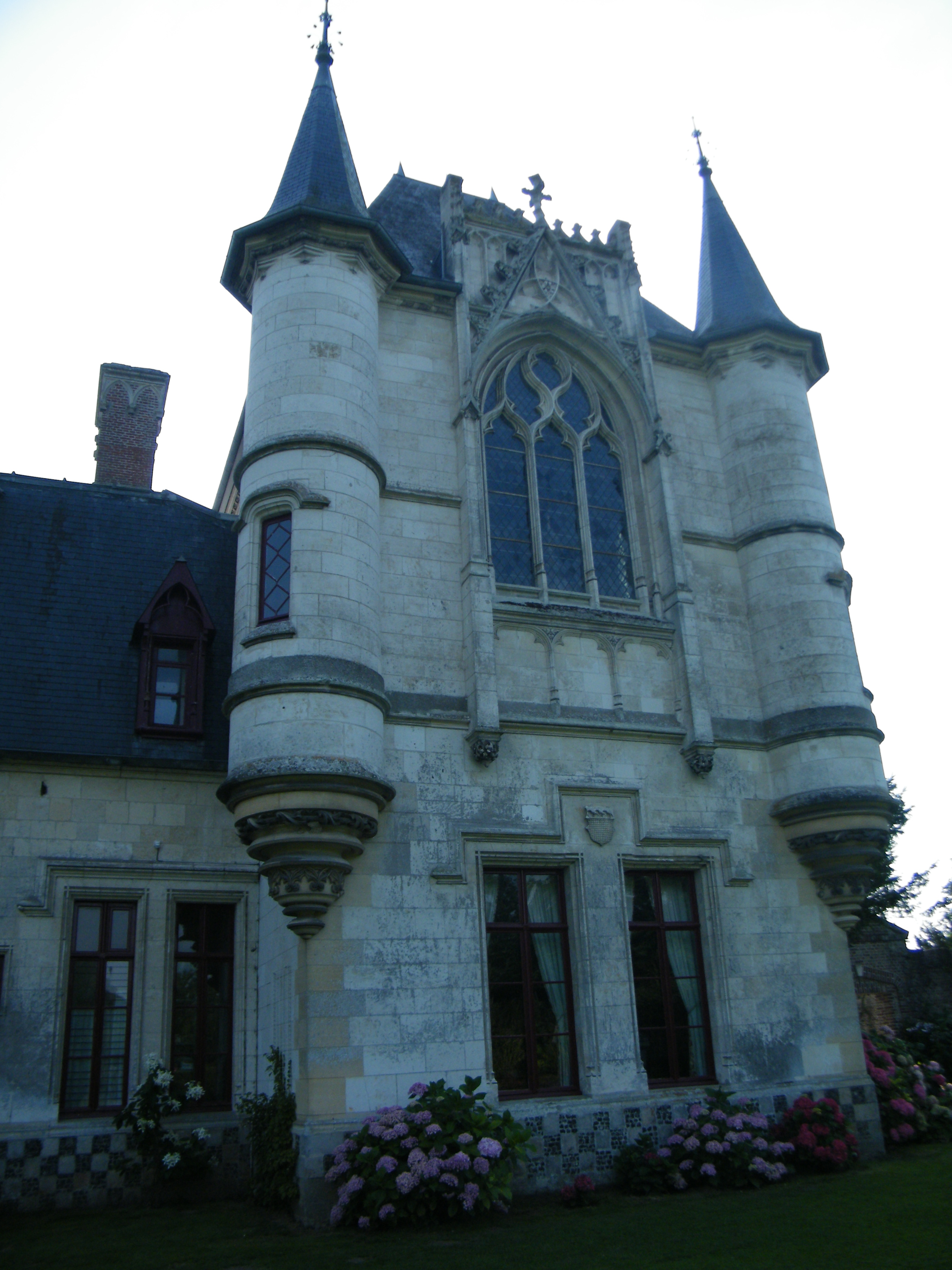
Avancée nord-ouest.
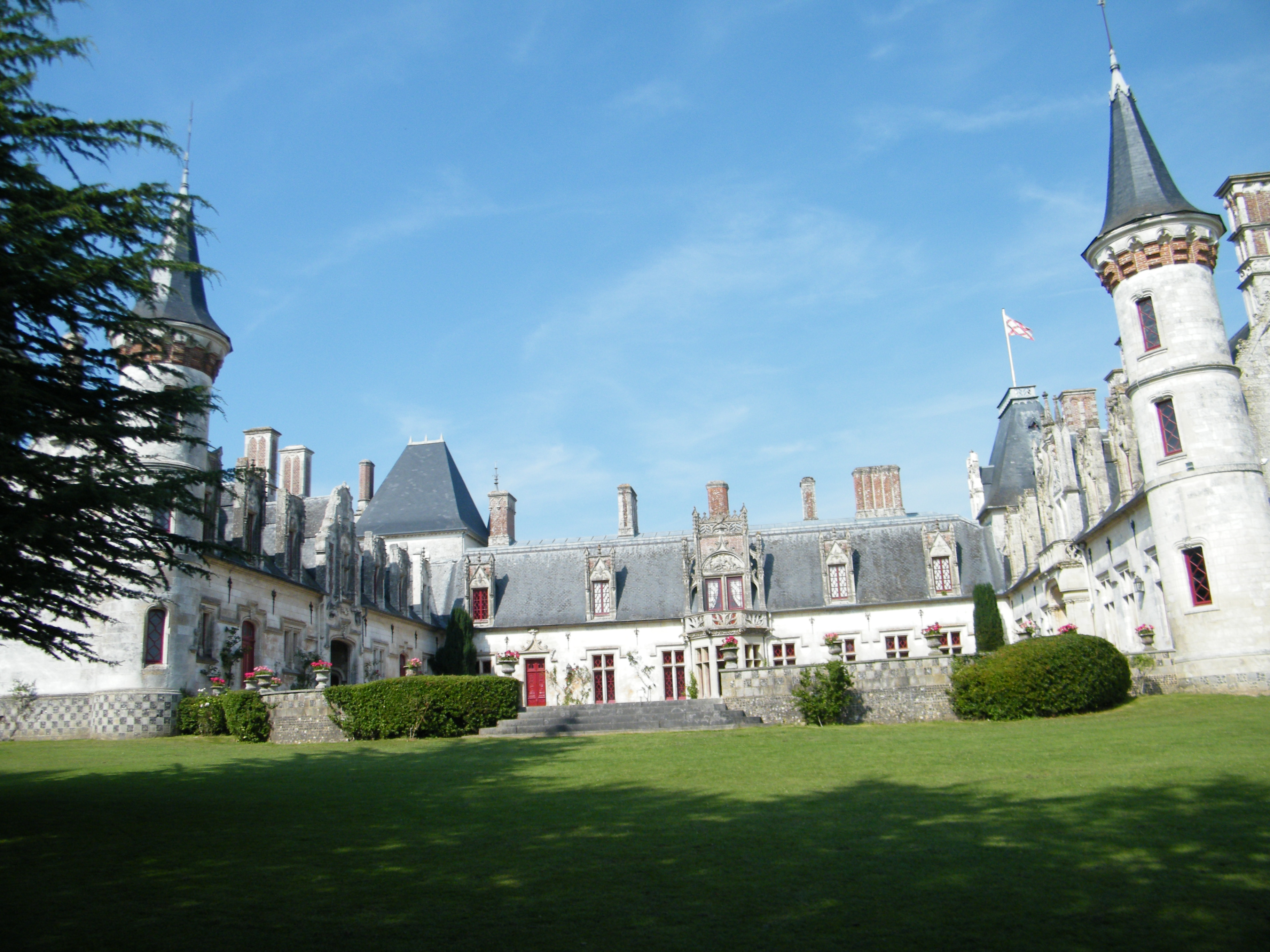
Cour sud.
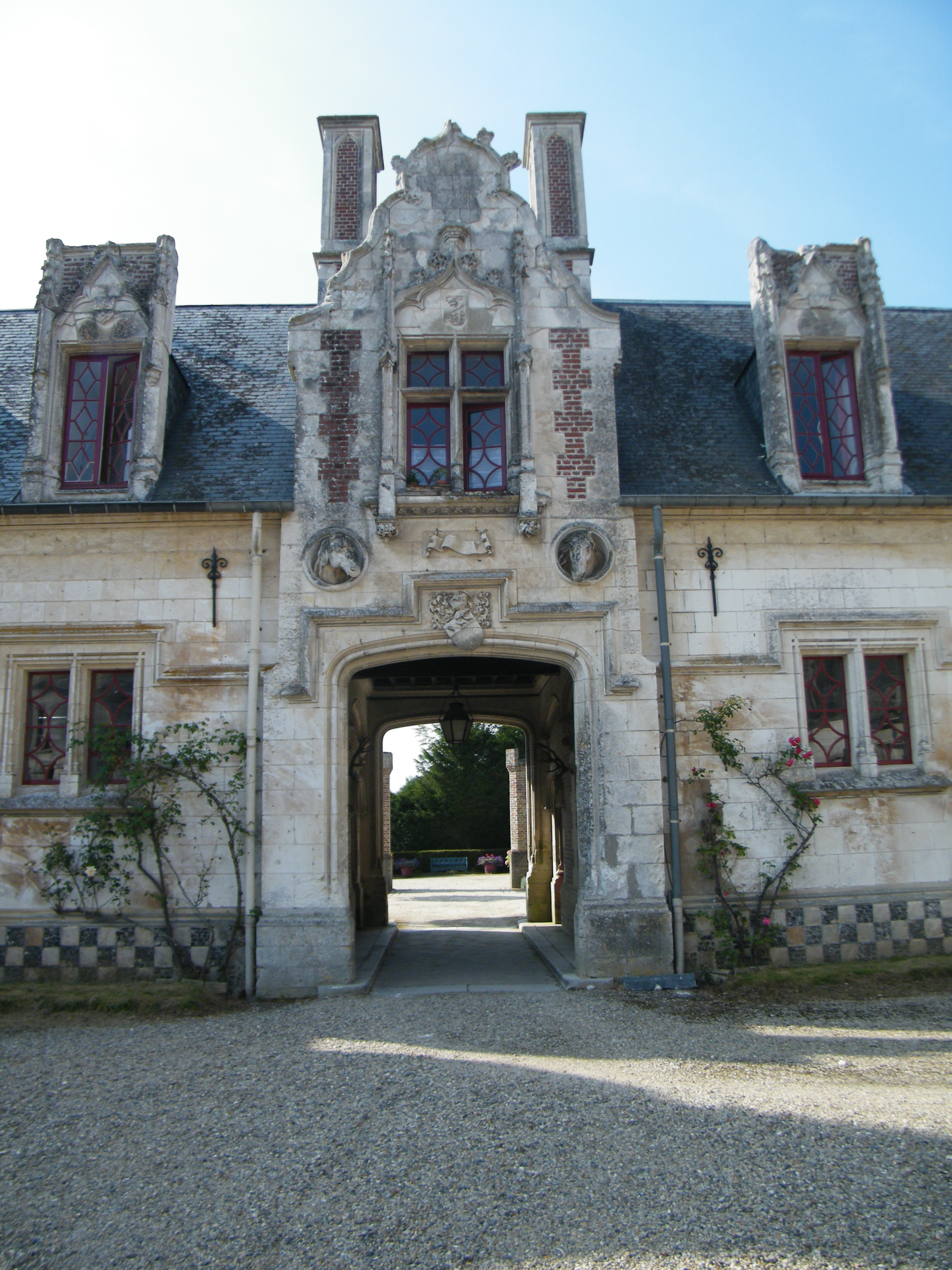
Passage intérieur.
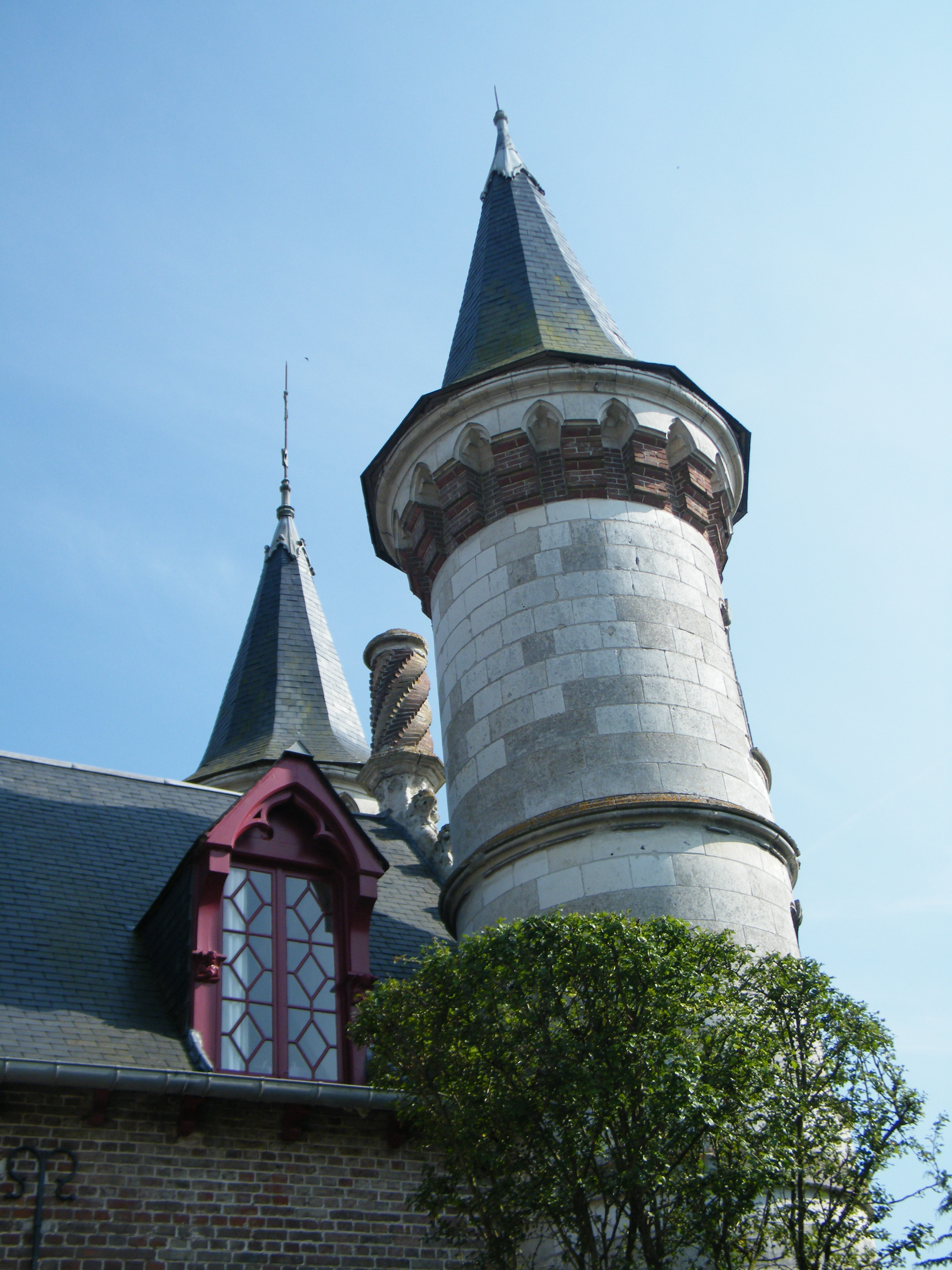
Détail d'une tour.

### Parc
La propriété constitue un domaine de 815 hectares. Le parc, sur 135 ha, a été agencé au XIXe siècle par Louis-Sulpice Varé. La plantation de 138 000 arbres issus de la forêt de Crécy, toute proche, a été nécessaire pour la création de l'ensemble. Le comte d'Hinnisdal, passionné de chasse à courre, s'est inspiré des grands domaines anglais : une percée centrale de 2,5 km structure la propriété.
Le château s'offre au regard de tout endroit du parc.
Dans le bas-parc, près du plan d'eau traversé par la Maye, des ruines reconstituées évoquent le château primitif.

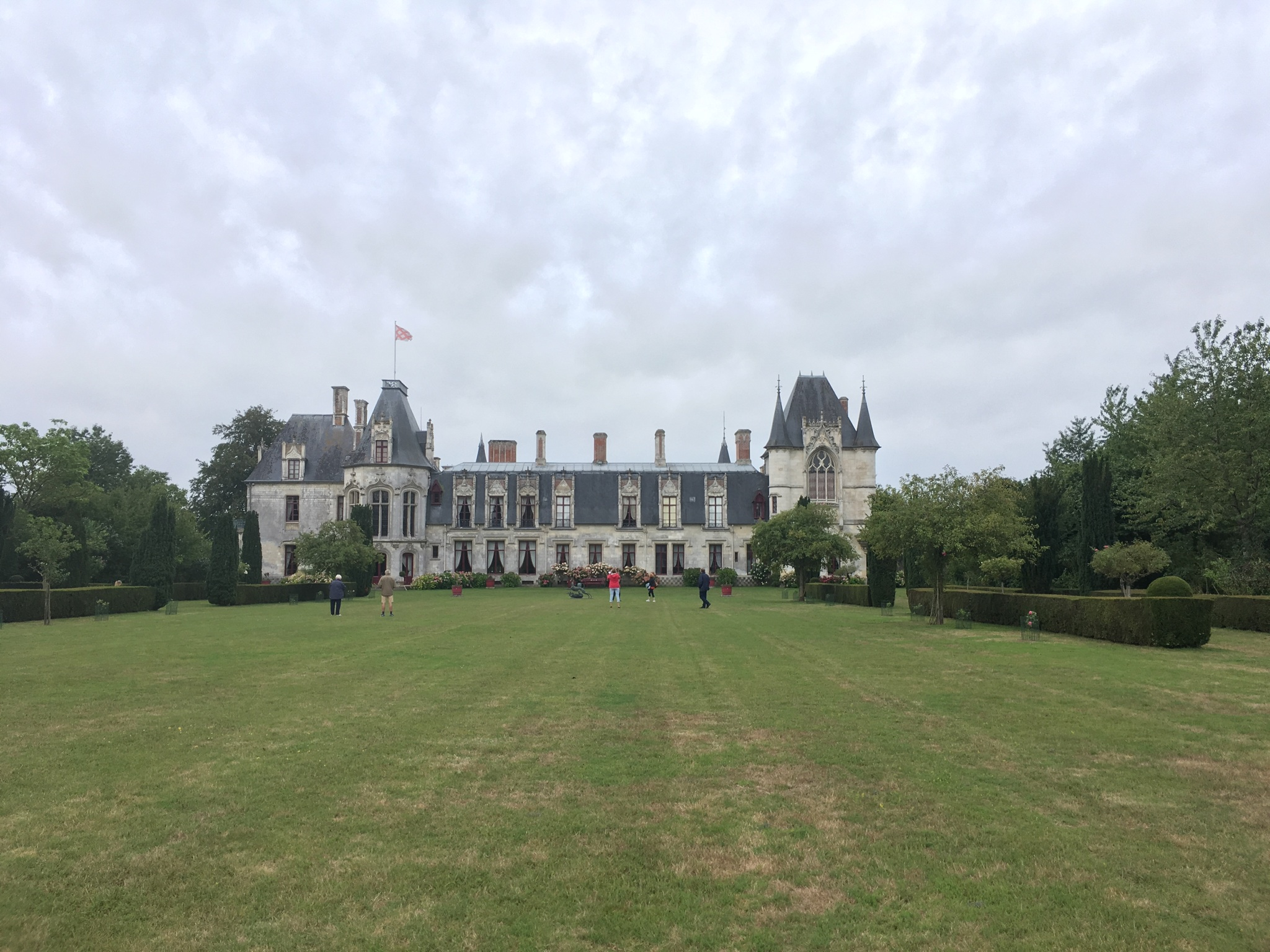
Château de Regnière-Écluse et le parc.
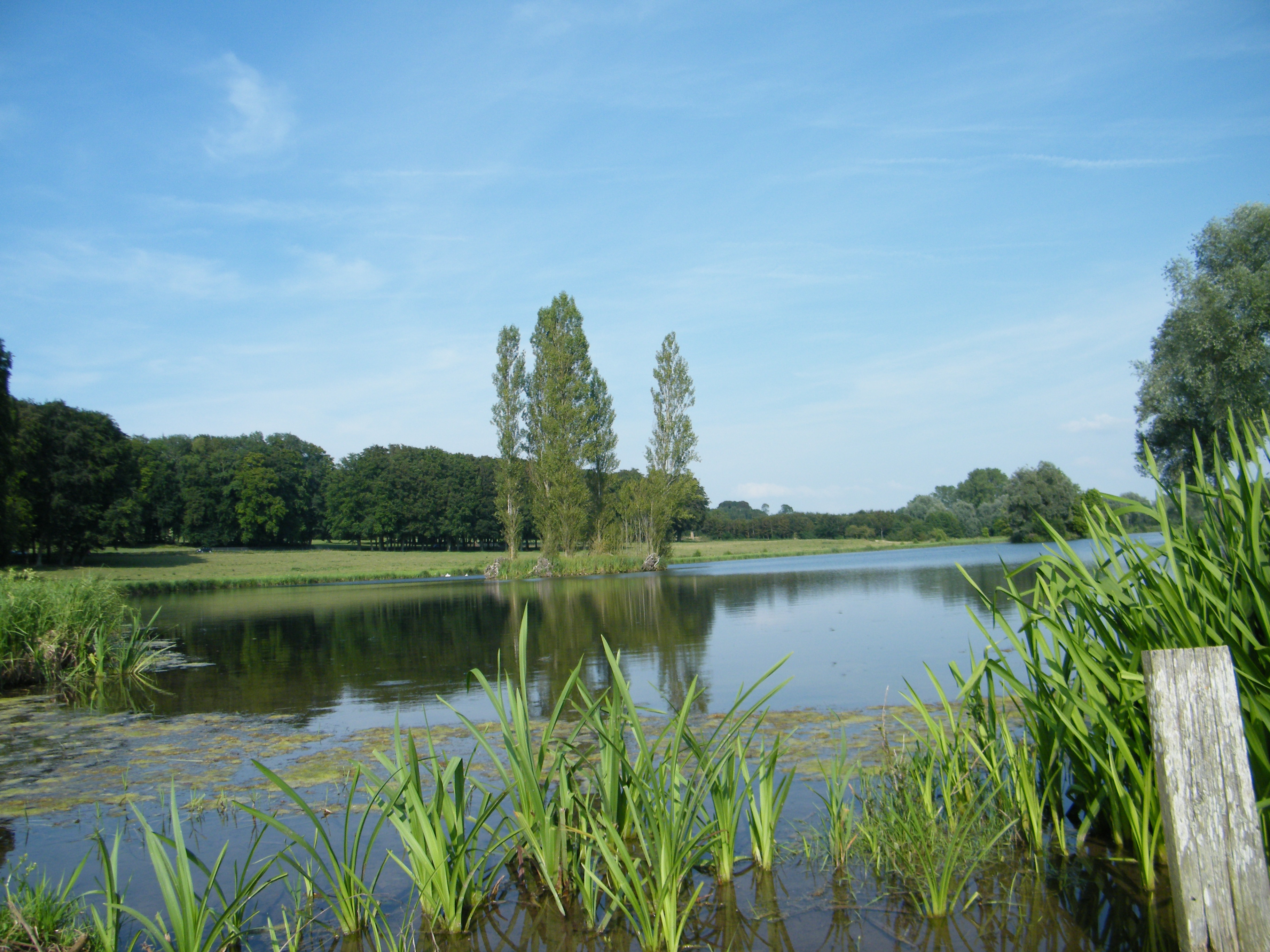
Plan d'eau du bas-parc.
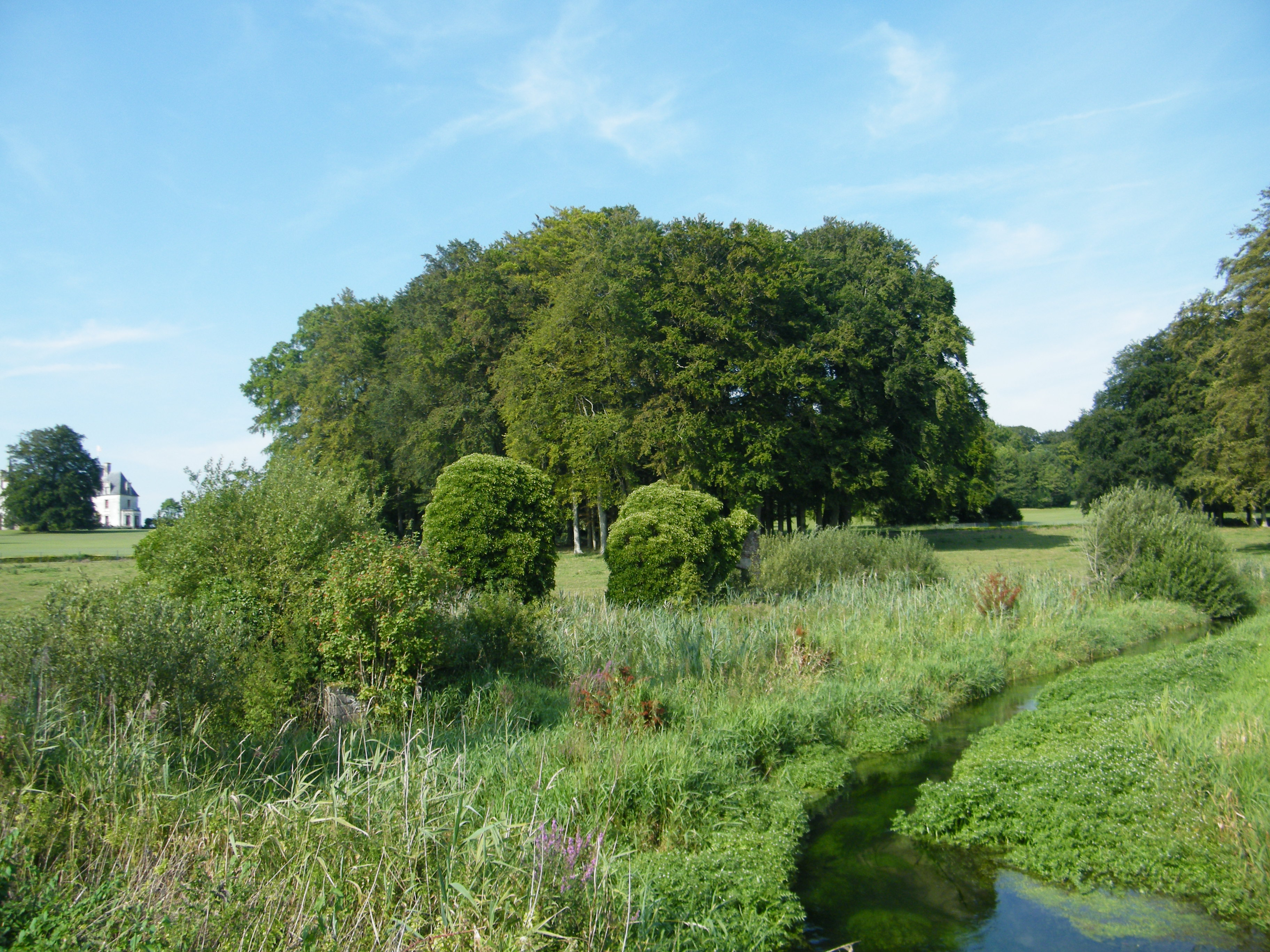
Ruines près de la Maye.

## Cinématographie
- Le Flux et le Reflux, un téléfilm français de la série télévisée Les Petits Meurtres d'Agatha Christie (épisode 8 de la saison 1), réalisé par Éric Woreth, sur un scénario de Sylvie Simon, d'après le roman Le Flux et le Reflux d'Agatha Christie, a été tourné au château.
- Murder Party, une comédie française réalisée par Nicolas Pleskof et sortie en 2022, dont le tournage a utilisé le château des caves aux étages en passant par les jardins, les salons, la chapelle, la bibliothèque, le pavillon de gardien et l’office[7].